# 尼亚尔多
尼亚尔多（義大利語：Niardo），是意大利布雷西亚省的一个市镇。总面积22平方公里，人口1938人，人口密度88.1人/平方公里（2009年）。国家统计（ISTAT）代码为017118。

## 友好城市
- 義大利雷焦洛 2012年